# 广州市海珠区抗议
广州市海珠区抗议指的是从2022年11月14日晚间爆发的反封控群众运动。14日晚在广东省广州市海珠区康乐村等多个城中村中，有大量以湖北籍务工者为主的人士走上街头抗议封控政策。据视频画面显示，有警车被几人合力推翻。

## 事发过程

### 背景
多位城中村居民表示，大约11月5号起，“冲卡”这一行为频繁发生。“每天都有人冲卡，每个岗亭和关卡都会发生。规模较大的冲卡发生在11月13号和15号，在桥南新街和鹭江十字路口，桥南新街的冲卡行动甚至掀翻了警车，最后招来了特警。

### 11月14至15日
据报，事件起于从湖北到当地纺织业打工的外省人，他们拒绝透过政府提供的平台购买物资，要求政府免费派发。示威者同时求租房业主减租或免租，同时要政府解决他们回乡自费隔离的费用问题，并对当地隔离外省打工者给予每人每日200元人民币补偿。
11月14日晚，在海珠区康乐村、大塘村、鹭江村等疫情管控区域，有数百人外来务工者冲出封控区上街抗议，冲出警戒线，集体上街抗议管控措施。网传视频显示，一些穿防护服的人员试图在警戒线外阻挡，但封锁设施很快被冲倒。大量民众推翻封锁围栏与水马冲出街道，还有人与穿防护服的官员扭打，并高呼“不要再测试了”。广州警方派出多辆警车到场维持秩序，一些示威民众与警方发生冲突，还有愤怒的示威者向警察投掷碎片。
社交媒体上流传的视频显示，一辆警车被推翻，食品供应被抢光，居民与卫生官员发生争执。几个小时后警察来了，人群也很快散去。

### 11月29日
11月29日晚間11時左右，海珠區後滘再次發生群體事件，影片可見大批身穿防疫服裝的人員手持寫有「警察」二字的盾牌列隊前進。

## 辟谣
有网友传言，海珠区康乐村发生村民开车冲撞支援防疫人员事件，海珠区相关部门核实消息不实，网传视频为多年前发生在外市的斗殴事件。